# Clubiona pseudomaxillata
Clubiona pseudomaxillata is een spinnensoort in de taxonomische indeling van de struikzakspinnen (Clubionidae).
Het dier behoort tot het geslacht Clubiona. De wetenschappelijke naam van de soort werd voor het eerst geldig gepubliceerd in 1915 door Henry Roughton Hogg.